# Ed’ System ZVVZ
L'equip Ed' System ZVVZ (codi UCI: ZVZ) va ser un equip ciclista txec, d'origen australià, que va competir professionalment de 1996 a 2005.
El va crear el 1996 com a Giant-Australian Institute of Sport (Giant-AIS). L'any següent es va fusionar amb l'equip Husqvarna-ZVVZ, i el 1998 ja va córrer amb llicència txeca.

## Principals victòries
- Tour de Langkawi: Damian McDonald (1996)
- Volta a la Baixa Saxònia: Jens Voigt (1997)
- Volta a l'Algarve: Tomáš Konečný (1998)
- Volta a Eslovàquia: René Andrle (2000)
- Tour de Beauce: Tomáš Konečný (2000)
- Poreč Trophy 5: Tomáš Konečný (2000), Lubor Tesař (2001)
- Volta al llac Qinghai: Martin Mareš (2005)

### Grans Voltes
- Tour de França
  - 0 participacions
- Giro d'Itàlia
  - 0 participacions
- Volta a Espanya
  - 0 participacions

## Classificacions UCI
Fins al 1998 els equips ciclistes es trobaven classificats dins l'UCI en una única categoria. El 1999 la classificació UCI per equips es dividí entre GSI, GSII i GSIII. D'acord amb aquesta classificació els Grups Esportius I són la primera categoria dels equips ciclistes professionals. La següent classificació estableix la posició de l'equip en finalitzar la temporada.
| Temporada | Classificació per equips | Millor ciclista en la classificació individual |
| --------- | ------------------------ | ---------------------------------------------- |
| 1996      | 32è                      | Matthew White (166è)                           |
| 1997      | 36è                      | Jay Sweet (230è)                               |
| 1998      | 38è                      | Tomáš Konečný (225è)                           |
| 1999      | 19è (GSII)               | Jan Hruška (189è)                              |
| 2000      | 28è (GSII)               | Tomáš Konečný (217è)                           |
| 2001      | 35è (GSII)               | Lubor Tesař (313è)                             |
| 2002      | 25è (GSII)               | Lubomir Kejval (527è)                          |
| 2003      | 14è (GSII)               | Tomáš Konečný (149è)                           |
| 2004      | 14è (GSII)               | Lubor Tesař (224è)                             |

A partir del 2005 l'equip participa en les proves dels circuits continentals i principalment en les curses del calendari de l'UCI Europa Tour.
UCI Europa Tour
| Temporada | Classificació per equips | Millor ciclista en la classificació individual |
| --------- | ------------------------ | ---------------------------------------------- |
| 2005      | 40è                      | Ján Svorada (79è)                              |

UCI Àsia Tour
| Temporada | Classificació per equips | Millor ciclista en la classificació individual |
| --------- | ------------------------ | ---------------------------------------------- |
| 2005      | 11è                      | Martin Mareš (3r)                              |